# じゃんけんキッズ
『じゃんけんキッズ』とはTBS系列ほかで1992年4月6日から12月30日まで放送された平日朝の子供番組である。

## 概要
「風の王国」から日本へやってきた設定の猫をモチーフにしたマスコットキャラクター（のちに視聴者公募により「ジャンケル」と命名。声は栗国真弓、操演は横山和博）を登場させたり、オリジナルソングを放送したりしていた。
当番組は、放送時間は月曜～金曜8時15分から15分間。ミキハウスの一社提供で、同社の肝いりで、当時放送中だったワイドショー『ビッグモーニング』の放送時間を90分間から75分間に短縮させた形で始まったが、同年12月30日をもって打ち切られた。最終回はジャンケルが父親である「風の王国」の大王からの「約束通り今年中（1992年内）に「風の王国」へ戻ってきなさい」という手紙を受け、視聴者に別れを告げて「風の王国」へ帰還するというストーリーで終わっている。後に続く番組企画はなく、『ビッグモーニング』の放送時間が90分間に戻された。さらに、前の時間帯の番組からの流れで、系列局がない秋田県と愛媛県でも秋田放送（ABS）と南海放送（RNB）（日本テレビ系列/NNN・NNS）を通じて放送されていたが、愛媛のあいテレビ（ITV）が放送期間中に開局し、さらに秋田にはテレビ朝日系列（ANN）の、秋田朝日放送（AAB）が開局したことに伴うABSのネット整理のため9月30日いっぱいで打ち切られた。両者とも後番組は日本テレビの当時の情報番組『ズームイン!!朝!』。
なお、当番組は『8時の空』、『ポーラテレビ小説』（再放送）、『JNN8時のニュース』、『ときめき生情報810』と続くTBS系列午前8時前半枠の番組であるが終了と同時に当該枠は消滅した。

## 番組オリジナルソング
裏番組『ひらけ!ポンキッキ』（フジテレビ）、『連続テレビ小説』（NHK）への対抗上か、学習ソングが多い。一部の歌「かけかけかけるなにかける/うた：丸太葉子象」では佐藤正宏と柴田理恵が出演していた。
ソニー・ミュージックレコーズよりCD発売された楽曲
- まぜまぜえのぐ - 『ピッカピカ音楽館』の「6色えのぐのだいかつやく」の焼き直し曲。
- おふろよ今夜もありがとう - 銭湯でのマナー。CD「まぜまぜえのぐ」のカップリング曲として収録。
- おやくにたちます深呼吸 - 緊張ほぐし。徒競走・学芸会に、何故かスペースシャトル。
- かいものじゅんばん - CD「おやくにたちます深呼吸」のカップリング曲として収録。
- かけかけかけるなにかける - いろいろな「かける」。
- 寿司ダネはシャリの上 - CD「かけかけかけるなにかける」のカップリング曲として収録。

その他
- 元気のカスなんです - 食べ物が口から入って排出されるまでをたどったラップ調の歌。
- おならと食べ物の関係
- 気持ちはタイドでわかる - 動物の態度の秘密。
- 手紙の行き先 - 葉書の投函から到着までをたどった、バラード調の歌。
- ジャガイモ使い道
- ヨロロイキャンプ - 一見キャンプソング。実は火への警告。
- バッテン・タスキはダメマーク - 駐停車&駐車禁止の標識。
- 自転車レッスン
- 月ってほんとは? - 月への空想と現実。
- 大豆はいつもへんしんじょうず
- おはしのテクニック
- お祝いだ - 祝い事のいろいろ。
- 動物かけっこグランプリ - いろいろな動物の速さ。
- ほねほね順番つながって - 人間の骨の名称を紹介。

## CD
1. まぜまぜえのぐ（1992年6月21日、SRDL-3501）
2. おやくにたちます深呼吸（1992年8月21日、SRDL-3524）
3. かけかけかけるなにかける（1992年10月21日、SRDL-3558）

## ネット局
系列は当時の系列。
| 放送対象地域  | 放送局             | 系列           | 備考                  |
| ------------- | ------------------ | -------------- | --------------------- |
| 関東広域圏    | 東京放送           | TBS系列        | 制作局 現：TBSテレビ  |
| 北海道        | 北海道放送         | TBS系列        |                       |
| 青森県        | 青森テレビ         | TBS系列        |                       |
| 岩手県        | 岩手放送           | TBS系列        | 現：IBC岩手放送       |
| 宮城県        | 東北放送           | TBS系列        |                       |
| 秋田県        | 秋田放送           | 日本テレビ系列 | 1992年9月30日打ち切り |
| 山形県        | テレビユー山形     | TBS系列        |                       |
| 福島県        | テレビユー福島     | TBS系列        |                       |
| 山梨県        | テレビ山梨         | TBS系列        |                       |
| 新潟県        | 新潟放送           | TBS系列        |                       |
| 長野県        | 信越放送           | TBS系列        |                       |
| 静岡県        | 静岡放送           | TBS系列        |                       |
| 富山県        | チューリップテレビ | TBS系列        |                       |
| 石川県        | 北陸放送           | TBS系列        |                       |
| 中京広域圏    | 中部日本放送       | TBS系列        | 現：CBCテレビ         |
| 近畿広域圏    | 毎日放送           | TBS系列        |                       |
| 島根県 鳥取県 | 山陰放送           | TBS系列        |                       |
| 岡山県 香川県 | 山陽放送           | TBS系列        | 現：RSK山陽放送       |
| 広島県        | 中国放送           | TBS系列        |                       |
| 山口県        | テレビ山口         | TBS系列        |                       |
| 愛媛県        | 南海放送           | 日本テレビ系列 | 1992年9月30日まで     |
| 愛媛県        | あいテレビ         | TBS系列        | 1992年10月1日開局から |
| 高知県        | テレビ高知         | TBS系列        |                       |
| 福岡県        | RKB毎日放送        | TBS系列        |                       |
| 長崎県        | 長崎放送           | TBS系列        |                       |
| 熊本県        | 熊本放送           | TBS系列        |                       |
| 大分県        | 大分放送           | TBS系列        |                       |
| 宮崎県        | 宮崎放送           | TBS系列        |                       |
| 鹿児島県      | 南日本放送         | TBS系列        |                       |
| 沖縄県        | 琉球放送           | TBS系列        |                       |